# Alto de Pinheiros (bairro de São Paulo)
Alto de Pinheiros é um bairro nobre localizado na Zona Oeste do município de São Paulo, capital do estado brasileiro homônimo. Faz parte do distrito homônimo, pertencente à Subprefeitura de Pinheiros.

## História
Antes da chegada dos colonizadores europeus, a região onde hoje se encontra o Alto de Pinheiros era habitada por povos indígenas, principalmente os Tupi-Guarani. Esses habitantes originais viviam da caça, pesca e agricultura de subsistência.
Durante o período colonial, a área começou a ser ocupada por fazendas e sítios. A história dessa região tem início quando a Lei do Marquês de Pombal, em 1770, expulsou os Jesuítas, e suas terras foram leiloadas, dando origem a chácaras e sítios particulares, como as chácara:s do Barão, Freguesia da Bela Vista, Chácara Boa Vista, Água Branca, Bela Veneza e Sítio do Buraco.
No século XIX, o Alto de Pinheiros ainda era marcado por grandes propriedades rurais. Com a abolição da escravidão e a chegada de imigrantes europeus, como italianos e portugueses, houve um aumento na fragmentação das grandes propriedades, que começaram a dar origem a pequenas glebas e chácaras.
O processo de urbanização do Alto de Pinheiros se intensificou no início do século XX. Em 1913, as terras foram adquiridas pela Companhia City, que iniciou o loteamento do bairro em 1925. O projeto do novo bairro aproveitou as experiências bem-sucedidas dos bairros ajardinados já implantados pela Cia. City, como Jardim América e Pacaembu. A São Paulo Tramway, Light and Power Company recebeu a concessão para retificar e alargar o Rio Pinheiros, o que retardou a implantação do bairro, que só teve seu arruamento recomeçado em 1937. Com curvas de níveis respeitáveis e uma distribuição hábil de áreas livres, o bairro se tornou uma área residencial das classes média e alta.
"Oferecemos-lhe todas as vantagens: crédito, longo prazo para pagamento e financiamento IMMEDIATO para a construção de sua residência, além de nossa assistência técnica, a fim de lhe proporcionar já a realização da mais legítima das aspirações de cada chefe de família: possuir a casa própria." Era assim que a City of San Paulo Improvements and Freehold Land Company Ltd. – ou Cia. City, simplesmente – anunciava seus empreendimentos em 1936, nas páginas do jornal “O Estado de S. Paulo”. Na peça publicitária, aparecem os nomes dos bairros criados pela companhia décadas antes: Jardim América, Pacaembu, Anhangabaú, City Butantã, Água Branca, Vila Romana e Alto da Lapa.
Victor da Silva Freire, diretor de Obras Municipais – que se tornaria diretor na Cia. City em 1939 –, foi quem apresentou ao empreendedor belga seus amigos Cincinato Braga e Horácio Sabino, que vinham adquirindo grandes pedaços de terra também pensando em montar empreendimentos imobiliários. Os brasileiros decidiram vender suas propriedades aos estrangeiros. Com o negócio prestes a ser fechado, Laveleye e Bouvard partiram para a Europa em busca de apoio financeiro. Conseguiram empréstimo do banco inglês Boulton Brothers. Assim, foi fundada em 25 de setembro de 1911, em Londres, a City of San Paulo Improvements and Freehold Land Company Ltd., com escritórios também em Paris e São Paulo. A escritura definitiva de transferência dos imóveis foi assinada em 18 de janeiro de 1912, tornando a Cia. City proprietária de 12.380.098 metros quadrados – 37% do território urbano de São Paulo na época.
Os ingleses trouxeram o conceito de "cidade-jardim", inspirado no urbanismo de Ebenezer Howard, que propunha locais planejados com ênfase em áreas verdes. Este conceito foi adaptado para São Paulo, onde os loteamentos como o Jardim América e Alto de Pinheiros foram desenvolvidos com características próprias, como ruas sinuosas e áreas verdes integradas à cidade.
Parker chegou a viver no Brasil entre 1917 e 1919, período durante o qual delineou os conceitos que norteariam os empreendimentos imobiliários e sua comercialização. Uma comparação entre o projeto para o Jardim América de Bouvard e Rouch com o de Unwin e Parker expõe claramente as diferenças entre ambos. No primeiro esboço do Jardim América, por exemplo, as ruas são retas, dispostas como grades e com duas grandes vias cortando o plano em diagonais, encontrando-se numa praça central. Já o desenho dos urbanistas ingleses previa vias sinuosas, que avançam em curvas suaves e orgânicas, abrindo espaço para praças e jardins. Tome-se um mapa atual de Alto dos Pinheiros, e lá estão características fundamentais do movimento garden-city: ruas que serpenteiam, rotatórias, jardins públicos, e praças em diversos pontos do bairro, sendo um bairro-jardim.
A infraestrutura (ruas asfaltadas, rede elétrica) era um dos destaques em anúncios de jornais e em panfletos de propaganda dos loteamentos. Os textos ressaltavam ainda a distância em relação às grandes concentrações urbanas: nem tão longe a ponto de se perder muito tempo com deslocamentos, nem tão perto a ponto de se conviver com o barulho, a fumaça e o cinza. Eram locais ideais para, como dizia uma das peças publicitárias, “viver o campo na cidade”. Havia outro chamariz: a Cia. City criou uma atraente política de financiamento para comercializar seus terrenos. A venda a prazo não era uma novidade no Brasil – Cincinato Braga, de quem a empresa comprou parte das terras, já havia recorrido a esse sistema em outros empreendimentos. Mas a City o fez em escala maior. Para tentar atrair mais compradores, a empresa também dava 10% de desconto caso a construção começasse em até 60 dias – a ideia era de que mais pessoas seriam atraídas conforme fosse se caracterizando a ocupação dos terrenos.
Diante da enorme extensão de terras que tinha em mãos, a Cia. City adotou uma estratégia sugerida por Barry Parker em sua passagem pelo país: desenvolver os loteamentos paulatinamente. Em livro também sobre o Jardim América, o urbanista Rodney Bacelli escreve: “A princípio parece-nos que a City seguiu em parte tal conselho; se verificarmos as plantas relativas ao loteamento das suas propriedades, constatamos que seu planejamento data da segunda década deste século [XX], sendo, entretanto, intensificado um esquema de loteamento em momentos diferentes para cada bairro. Notamos assim a tendência da Companhia em promover maciçamente a venda de determinado loteamento até que este alcançasse uma satisfatória estabilidade econômica, sem, no entanto, descuidar-se de suas outras propriedades”. Isso pode ser observado de um bairro para o outro – o Jardim América, por exemplo, foi lançado em 1915; Alto dos Pinheiros, em 1930. Mas também dentro de cada bairro: Alto dos Pinheiros se desenvolveu em quatro fases – a última delas em 1960.
O estímulo às novidades arquitetônicas nos dois clubes talvez possa ser visto como uma continuidade de uma política introduzida desde o lançamento do bairro. A Cia. City era muito zelosa com as construções feitas em seus loteamentos. Havia um controle forte para garantir que as normas, fixadas na escritura dos terrenos, fossem observadas. Construtor de diversas casas no bairro, o engenheiro Carlos Maurício Schutt conta como era o processo para fazer residências em Alto dos Pinheiros. “Para aprovar um projeto, tinha de levar primeiro à City e, depois, à Prefeitura. A City examinava, via se estava de acordo com as exigências do bairro.
Durante as décadas de 1940 e 1950, passou pela mudança de nome de Alto dos Pinheiros para Alto de Pinheiros começou a se consolidar como um bairro residencial de alto padrão, seguindo o modelo de cidade-jardim que a Cia. City havia introduzido. A infraestrutura do bairro, que incluía ruas asfaltadas e rede elétrica, era frequentemente destacada em anúncios de jornais e panfletos de propaganda. A Cia. City promovia o bairro como um local ideal para "viver o campo na cidade", oferecendo uma política de financiamento atraente para a comercialização dos terrenos.
A expansão do bairro foi planejada em fases, com a primeira etapa de desenvolvimento ocorrendo em 1930 e a última em 1960. Durante esse período, a Cia. City manteve um controle rigoroso sobre as construções, garantindo que as normas estabelecidas fossem seguidas. Isso incluía restrições sobre o tamanho das construções e a preservação de áreas verdes, o que ajudou a manter o caráter distinto do bairro.
Nos anos 1960, o bairro continuou a se desenvolver, mas a Cia. City começou a reduzir seu papel direto na administração do bairro. A partir de 1972, com a aprovação do Plano Diretor de Desenvolvimento Integrado de São Paulo, a Prefeitura intensificou suas atividades fiscalizadoras, o que permitiu que a Cia. City se retirasse gradualmente do processo de controle. Durante esse período, começou a atrair uma população de alto poder aquisitivo, que buscava a qualidade de vida proporcionada pelas áreas verdes e pela tranquilidade do local. As casas continuaram a ser construídas de acordo com os padrões estabelecidos, mantendo o baixo adensamento e a presença de jardins privados.
Nas décadas de 1980 e 1990, o bairro consolidou-se como um dos bairros mais desejados de São Paulo. A infraestrutura urbana foi aprimorada, com melhorias no transporte público e na oferta de serviços. O bairro manteve seu caráter residencial, com poucas mudanças no zoneamento, o que ajudou a preservar sua identidade. A partir dos anos 2000, o bairro começou a enfrentar novos desafios, como o aumento do tráfego e a pressão por desenvolvimento urbano. No entanto, a comunidade local, juntamente com associações de moradores, continuou a trabalhar para preservar o ambiente e a qualidade de vida que tornaram o bairro tão atraente.

## Atualidade
O Alto de Pinheiros é conhecido por suas amplas áreas verdes e baixa densidade populacional, o que proporciona um ambiente tranquilo e agradável. O bairro é um refúgio verde dentro da metrópole paulistana, com ruas arborizadas que oferecem um contraste com o ritmo acelerado da cidade. Além disso, Alto de Pinheiros enfrenta um problema com casarões abandonados que se tornaram criadouros do mosquito da dengue, levando o bairro a registrar a maior incidência de casos da doença em São Paulo. A Secretaria Municipal da Saúde anunciou ações de bloqueio e nebulização para combater a proliferação do mosquito.
Ocupado predominantemente pelas classes média-alta e alta da sociedade paulistana, abriga o consulado ganês, a Praça Pôr do Sol, além de diversos museus, bares e restaurantes.  É abastecido pela Sabesp através do reservatório de água do Sistema Cantareira.
Com uma infraestrutura bem desenvolvida, o bairro oferece acesso a serviços de alta qualidade, incluindo escolas renomadas, como o Colégio Santa Cruz, e uma variedade de opções de lazer e cultura. O Parque Estadual Villa-Lobos, um dos maiores parques urbanos de São Paulo, é uma das principais atrações, oferecendo amplas áreas para atividades ao ar livre.
Recentemente, o bairro tem enfrentado desafios relacionados à revisão da Lei de Zoneamento, sancionada pelo prefeito Ricardo Nunes em 2024. Essa revisão reclassificou trechos da avenida Ruth Cardoso e da rua General Furtado Nascimento como zona de centralidade, permitindo construções de até 48 metros de altura, o que alterou o limite anterior de 10 metros. Moradores, liderados pela Associação dos Amigos de Alto dos Pinheiros (SAAP), recorreram ao Ministério Público de São Paulo, alegando que tais mudanças comprometem o caráter residencial do bairro e não foram devidamente debatidas.
As estações de metrô mais próximas para Alto de Pinheiros estão no Terminal Intermodal Pinheiros.